# Lee Cattermole
Lee Barry Cattermole (ur. 21 marca 1988 w Stockton-on-Tees) – angielski piłkarz występujący na pozycji defensywnego pomocnika w Sunderlandzie.

## Kariera klubowa

### Middlesbrough
Cattermole zawodową karierę rozpoczął w Middlesbrough. Wcześniej występował w juniorskich drużynach tego klubu oraz rezerwach, gdzie pełnił rolę kapitana. W pierwszym zespole zadebiutował 15 grudnia 2005 roku w wygranym 2:0 meczu Pucharu UEFA z Liteksem Łowecz. W Premier League po raz pierwszy zagrał 2 stycznia 2006 roku w derbowym meczu z Newcastle United (2:2). Wielu ekspertów uważało go za najlepszego gracza tego pojedynku. Porównywano go wówczas do George’a Boatenga. 2 kwietnia 2006 roku w spotkaniu z Manchesterem City zdobył jedyną bramkę meczu i zarazem swoją pierwszą w zawodowej karierze. W majowym spotkaniu z Fulham Cattermole stał się najmłodszym kapitanem Middlesbrough. Miał wówczas 18 lat i 47 dni. Ogółem w sezonie 2005/2006 zagrał 14 razy w Premier League.
Middlesbrough dotarło również do finału Pucharu UEFA, w którym to angielski klub spotkał się z Sevillą. Cattermole wszedł w 85 minucie spotkania za Marka Vidukę. Mecz zakończył się wygraną Sevilii 4:0. W listopadzie 2006 roku przedłużył swój kontrakt z Middlesbrough o cztery lata. Przez następne sezony Cattermole dalej był podstawowym graczem swojej drużyny; w sezonie 2006/2007 rozegrał 31 ligowych spotkań, zaś w sezonie 2007/2008 24.

### Wigan Athletic
29 lipca 2008 roku za 3,5 miliona funtów trafił do Wigan Athletic. Łącznie w drużynie Middlesbrough rozegrał 69 ligowych meczów oraz 22 w innych rozgrywkach. W nowym klubie zadebiutował 16 sierpnia w przegranym 2:1 ligowym meczu z West Ham United. 24 września w meczu Ipswich Town w ramach Pucharu Ligi strzelił pierwszą bramkę dla Wigan. Cattermole był kapitanem zespołu w listopadowym meczu z Newcastle United i zarazem stał się jednym z najmłodszych graczy pełniących tę rolę w historii Wigan Łącznie w sezonie 2008/2009 rozegrał 33 ligowe spotkania.

### Sunderland
Mimo zainteresowania Liverpoolu, 12 sierpnia 2009 roku przeszedł do Sunderlandu za 6 milionów funtów. Szkoleniowcem tego klubu został Steve Bruce, wcześniej trener Wigan. W nowym zespole Cattermole zadebiutował 15 sierpnia w meczu z Boltonem Wanderers. W październikowym meczu z Liverpoolem doznał kontuzji, która miała go wyłączyć z gry na trzy miesiące. Do gry powrócił jednak wcześniej, 15 grudnia zagrał w przegranym 2:0 meczu z Aston Villą.

## Kariera reprezentacyjna
Cattermole występował w reprezentacji do lat 16, 17 oraz 18. Grał także w kadrze U-19, której w jednym meczu był kapitanem. W październiku 2006 roku został powołany do reprezentacji U-21. Zadebiutował w niej jednak rok później. Wystąpił w niej 14-krotnie i zdobył dwa gole. Cattermole grał na Mistrzostwach Europy U-21 w 2009 roku. Na tym turnieju Anglia dotarła do finału, w którym przegrała z Niemcami. W meczu z Finlandią zawodnik Sunderlandu zdobył pierwszą bramkę w barwach narodowych.

## Statystyki
Stan na 17 maja 2017 r.
| Klub           | Sezon     | Premier League | Premier League | Puchar Anglii | Puchar Anglii | Puchar Ligi | Puchar Ligi | Puchary europejskie | Puchary europejskie | Łącznie | Łącznie |
| Klub           | Sezon     | Występy        | Gole           | Występy       | Gole          | Występy     | Gole        | Występy             | Gole                | Występy | Gole    |
| -------------- | --------- | -------------- | -------------- | ------------- | ------------- | ----------- | ----------- | ------------------- | ------------------- | ------- | ------- |
| Middlesbrough  | 2005/2006 | 14             | 1              | 5             | 0             | 0           | 0           | 5                   | 0                   | 24      | 1       |
| Middlesbrough  | 2006/2007 | 31             | 1              | 7             | 1             | 1           | 0           | 0                   | 0                   | 39      | 2       |
| Middlesbrough  | 2007/2008 | 24             | 1              | 2             | 0             | 2           | 0           | 0                   | 0                   | 28      | 1       |
| Middlesbrough  | Łącznie   | 69             | 3              | 14            | 1             | 3           | 0           | 5                   | 0                   | 91      | 4       |
| Wigan Athletic | 2008/2009 | 33             | 1              | 0             | 0             | 2           | 1           | 0                   | 0                   | 35      | 2       |
| Sunderland     | 2009/2010 | 21             | 0              | 0             | 0             | 0           | 0           | 0                   | 0                   | 21      | 0       |
| Sunderland     | 2010/2011 | 23             | 0              | 0             | 0             | 1           | 0           | 0                   | 0                   | 24      | 0       |
| Sunderland     | 2011/2012 | 23             | 0              | 3             | 0             | 1           | 0           | 0                   | 0                   | 27      | 0       |
| Sunderland     | 2012/2013 | 10             | 0              | 1             | 0             | 3           | 0           | 0                   | 0                   | 14      | 0       |
| Sunderland     | 2013/2014 | 24             | 1              | 0             | 0             | 3           | 0           | 0                   | 0                   | 27      | 1       |
| Sunderland     | 2014/2015 | 28             | 1              | 0             | 0             | 0           | 0           | 0                   | 0                   | 28      | 1       |
| Sunderland     | 2015/2016 | 31             | 0              | 1             | 0             | 2           | 0           | 0                   | 0                   | 34      | 0       |
| Sunderland     | 2016/2017 | 8              | 0              | 0             | 0             | 1           | 0           | 0                   | 0                   | 9       | 0       |
| Sunderland     | Łącznie   | 169            | 2              | 5             | 0             | 13          | 0           | 0                   | 0                   | 185     | 2       |
| Łącznie        | Łącznie   | 268            | 6              | 19            | 1             | 18          | 1           | 5                   | 0                   | 308     | 8       |

## Życie prywatne
Ojciec Cattermole’a, Barry był piłkarzem, grał na pozycji skrzydłowego między innymi w rezerwach Middlesbrough. Jego brat również gra w piłkę. W listopadzie 2008 roku, po spotkaniu Wigan Athletic z Newcastle United Cattermole po pójściu do klubu nocnego Yarm został zaaresztowany przez policję i musiał zapłacić 80 funtów.

## Sukcesy
- Finał Pucharu UEFA: 2005/2006 (przegrana z Sevillą)
- Wicemistrz Europy do lat 21: 2009 (przegrana w finale z Niemcami)
- Najmłodszy kapitan w historii Midllesbrough: 18 lat i 47 dni